# Fairview (Kansas)
Fairview ist eine Stadt im Brown County im Bundesstaat Kansas, USA.

## Geschichte
Fairview wurde 1872 besiedelt, als W. F. Lambertson dort Land erwarb. Am 27. Oktober 1886 wurde die Stadt offiziell gegründet und benannt. Der Name leitet sich von der landschaftlich schönen Lage ab.

## Geographie
Nach Angaben des United States Census Bureau umfasst die Stadt eine Fläche von 0,93 km², die vollständig aus Land besteht. Sie liegt im Osten des Bundesstaates an der U.S. Route 36, etwa zwischen Hiawatha und Sabetha.

## Wirtschaft
Obwohl Fairview überwiegend eine Pendlergemeinde für Bewohner ist, die in Hiawatha oder Sabetha arbeiten, sind auch einige lokale Unternehmen in der Stadt ansässig. Dazu gehören u. a. Handwerks- und Dienstleistungsbetriebe wie Schweißereien, Elektriker, Müllabfuhr und Installationsbetriebe.
Eine lokale Wochenzeitung, die Fairview Enterprise, erscheint seit 1931. Die Stadt verfügt über ein eigenes Postamt.
Bekannt ist Fairview zudem durch das Unternehmen Curb Roller Manufacturing, das weltweit im Bau- und Maschinenbereich tätig ist.

## Persönlichkeiten
- William P. Lambertson (1880–1957), ehemaliger Abgeordneter im Repräsentantenhaus der Vereinigten Staaten
- Bernard W. Rogers (1921–2008), ehemaliger Oberkommandierender der NATO in Europa (SACEUR)